# Glasmalerei Duchemin
Die Glasmalerei Duchemin wurde Ende der 1950er Jahre von Claude Duchemin in Paris gegründet und befindet sich 14, avenue Georges-Lafenestre im 14. Arrondissement von Paris. 

## Familie
Die Familie Duchemin setzt heute in der sechsten Generation die Tradition der  Glasmalerei fort. Der erste Glasmaler der Familie war Frédéric Duchemin, der in verschiedenen Ateliers arbeitete. Sein Sohn Georges, die zweite Generation, arbeitete bei der Firma Adam und danach bei Jacques Grüber und Max Ingrand. Sein Sohn, Raymond Duchemin, arbeitete ebenfalls bei Jacques Grüber in Paris.

## Firmengründung
Erst der Sohn von Raymond, Claude Duchemin (die vierte Generation), machte sich in Paris am Ende der 1950er Jahre selbstständig. Claude hatte an der  École nationale supérieure des metiers d’art in Paris studiert und danach im Atelier Bony gearbeitet, wo er mit Henri Matisse und Georges Rouhout zusammenkam, um die Glasfenster der Kirche Notre-Dame-de-Toutes-Grâces auf dem Plateau d’Assy in Passy (Département Haute-Savoie) fertigzustellen. 
1976 trat die Tochter von Claude Duchemin, Dominique, in den Betrieb ein, dessen Geschäftsführung sie 1976 übernahm. Heute ist mit Marie Rousvoal, eine Tochter aus der Ehe mit Gilles Rousvoal, der ebenfalls in der Firma arbeitet, die sechste Generation der Familie als Glasmaler tätig.

## Arbeiten
Die Glasmalerei Duchemin restauriert und fertigt Bleiglasfenster für Kunden in Frankreich und in vielen anderen Ländern. Seit 1991 arbeitet sie mit renommierten Künstlern zusammen, die Entwürfe für Glasfenster fertigten, z. B.: Sarkis Zabunyan, Aurélie Nemours und Robert Morris.
Einen Überblick über das Schaffen der Firma gibt die unten angeführte Website.